# Царук Валентина Опанасівна
Валентина Опанасівна Царук (31 жовтня 1949, місто Львів Львівської області) — українська радянська діячка, в'язальниця Львівського виробничого трикотажного об'єднання «Промінь». Депутат Верховної Ради УРСР 9—10-го скликань.

## Біографія
Освіта середня.
З 1966 року — в'язальниця Львівської трикотажної фірми (виробничого трикотажного об'єднання) «Промінь».
Член КПРС з 1977 року.
Потім — на пенсії в місті Львові.

## Нагороди
- ордени
- медалі